# Kolektivni roman
Kolektivni roman opisuje neko socialno skupnost, ki jo določajo skupni cilji in isti problemi. Nosilec dogajanja je za razliko od figuralnega romana, ki ima omejeno število protagonistov, množica likov, ki prevzamejo vlogo glavnega junaka.  

## Opredelitev termina
Termin se v tem pomenu zunaj slovenske literarne vede uporablja še v skandinavskih književnostih, druge evropske tipologije pa te romane uvrščajo bolj po predmetu opisovanja, npr. med domačijski roman, kmečki roman, družbeni ali socialni roman ter roman časa in prostora. 
Kolektivni roman lahko meri tudi na skupinsko avtorstvo daljšega pripovednega besedila. Takšne oblike romana so se pojavile npr. v ruskem socialističnem realizmu, danes pa v skupinskem pisanju na spletu.

## Značilnosti žanra
Pojavi se v 20. stoletju. Podrobno opisuje življenje neke socialne skupnosti in njeno podvrženost gospodarsko-političnim silam v določenem času in okolju. V ospredju je množica, ki jo v celoto povezujejo npr. vaška opravila, prazniki, folklorne navade pri kmetih; skupni usodni trenutki, poteze skupne duševnosti in skupne zgodovinske usode pri vojakih itd. Obravnavani množici so skupne osrednje ideje, pri kmečkem kolektivnem romanu so te npr. dobiti zemljo, ohraniti grunt; v proletarskem otresti se izkoriščanja, osvoboditi delo; ko je socialno vprašanje združeno z narodnim, pa tudi svoboda in narodna usoda. Vse te ideje uresničuje skupnost kot celota. Množica je v kolektivnem romanu jedrnato predstavljena prek zgodb posameznikov različnih slojev, a so dogajanje in dejanja teh posameznikov vedno podrejena osrednji ideji. Osrednja značilnosti kolektivnega romana je tudi stabilen, nespreminjajoč se dogajalni prostor, zaradi česar je ta oblika romana močno povezana s pokrajinsko literaturo.

### Jezikovne značilnosti
Glavne jezikovne značilnosti kolektivnega romana so prevladujoča raba tretje osebe množine, uporaba množinskih imen in metonimije, ko pripovedovalec množico poimenuje npr. z njihovo krajevno pripadnostjo. V govor množice in besedišče vdirajo za dogajalni čas in prostor značilni izrazi, npr. neologizmi, žargonski in narečni izrazi, s čimer sta čas in prostor dogajanja še natančneje določena. Največ govora pripada množici, karakterne vloge pa so uravnotežene in na ta način podrejene skupnosti.

## Kolektivni roman na Slovenskem
Kolektivni roman je vidna oblika slovenskega socialnega realizma. Za začetnika velja Ivan Pregelj. Osrednja predstavnika tega žanra sta Prežihov Voranc in Anton Ingolič.
- Ivan Cankar: Hiša Marije Pomočnice (1904)[1]
- Juš Kozak: Šentpeter (1924–1926)
- Ivan Pregelj: Tolminci (1927)
- France Bevk: Človek proti človeku (1938)
- Prežihov Voranc: Požganica (1939), Doberdob (1940), Jamnica (1945)
- Anton Ingolič: Lukarji , Soseska (1939), Vinski vrh (1946), Na splavih (1940)
- Jože Dular: Krka umira (1941)
- Miško Kranjec: Fara sv. Ivana (1947)
- Manica Lobnik: Ledinčani (1961)
- Marjan Tomšič: Šavrinke (1991)

## Zgodovina izraza
Izraz kolektivni roman je bil na Slovenskem med letoma 1933 in 1958 precej v rabi. Prvi ga je zapisal Tine Debeljak ob romanu Ivana Preglja (DS 1933, 387–93, 401), uveljavljali pa so ga še Božidar Borko (Jutro 1936, št. 168, 4), Janko Liška (ob Ingoličevih Lukarjih, LZ 1937, št. 1–2, 90–92), Lino Legiša ob Ingoličevem Vinskem vrhu (Novi svet 1947, 432), Jaro Dolar ob Kranjčevi Fari sv. Ivana (NO 1948, 58), Franc Šrimpf (Borec 1952, 392), Jože Pogačnik ob Prežihu (Glasnik Slovenske matice 1954/55, 106), Đurđa Flere ob Zolaju (Gledališki list Koper 1955/56, št. 1, 6), Marjan Brezovar (NS 1958, št. 3, 266), Vital Klabus (Perspektive 1961/62, št. 20, 1154), Anton Slodnjak ob Preglju (JiS 1968, 80; Književni glasnik Mohorjeve družbe 1958, 16). Anton Ocvirk je poskušal z varianto kolektivistični roman (Novi svet 1946), sledil mu je samo Jože Dolenc (NO 1958, št. 3–4, 123).

## Kolektivni roman v svetovni književnosti
- Émile Zola: Germinal (1885), Zemlja (1887)
- George Eliot: Felix Holt, The Radical (1866), Middlemarch (1871-72)
- Władysław Reymont: Kmetje (1904–1909)
- Hans Kirk: Fiskerne (1928), Dninarji (1936), Novi časi (1939)
- John Steinbeck: In Dubious Battle (1936)